# Conrado Escobar
Conrado Escobar Las Heras (Logroño, 10 de junio de 1964) es un político español del Partido Popular, alcalde de su ciudad natal desde 2023. Anteriormente, fue  jefe de la oposición en el Ayuntamiento de Logroño desde las elecciones municipales del 26 de mayo de 2019 hasta su investidura como regidor.

## Biografía e inicios
Nació en Logroño, La Rioja el 10 de junio de 1964. Está casado y es padre de dos hijos. Estudió en los Hermanos Maristas de Logroño. Se licenció en Derecho por la Universidad de Oviedo. También es Diplomado en Ordenación del Territorio por la Universidad de Valencia y posee un Diploma en Derechos Humanos por el Instituto de Derechos Humanos de Estrasburgo.
Empezó su actividad política como Presidente de Nuevas Generaciones del Partido Popular de La Rioja de 1990 a 1991. Dos años más tarde se integró en el equipo de José Luis Bermejo, dando comienzo a su andadura política como concejal, en la oposición, del Ayuntamiento de Logroño de 1991 a 1995. Fue Vicesecretario de Organización del Partido Popular de La Rioja de 1996 a 1999, Portavoz del Grupo Parlamentario Popular de La Rioja de 1995 a 2003, presidente de la Junta Local del Partido Popular de Logroño desde 2004 y Secretario General del Partido Popular de La Rioja de 1999 a 2003. Del 2003 a 2007 fue Teniente Alcalde del Ayuntamiento de Logroño y posteriormente de 2007 a 2011 fue Consejero de Administraciones Públicas y Política Local en el Gobierno de La Rioja. Fue diputado nacional en el Congreso de los Diputados por el Partido Popular elegido electo por la circunscripción de La Rioja, ocupando dicho cargo durante la X Legislatura, desde el 29 de noviembre de 2011 hasta el 10 de julio de 2015, antes de finalizar la Legislatura y tras ser nombrado Consejero de Políticas Sociales, Familia, Igualdad y Justicia del Gobierno de La Rioja. La entonces Presidenta de Nuevas Generaciones del Partido Popular de La Rioja, Carmen Duque Palacios le sustituiría en su acta de Diputado.

## Ayuntamiento de Logroño

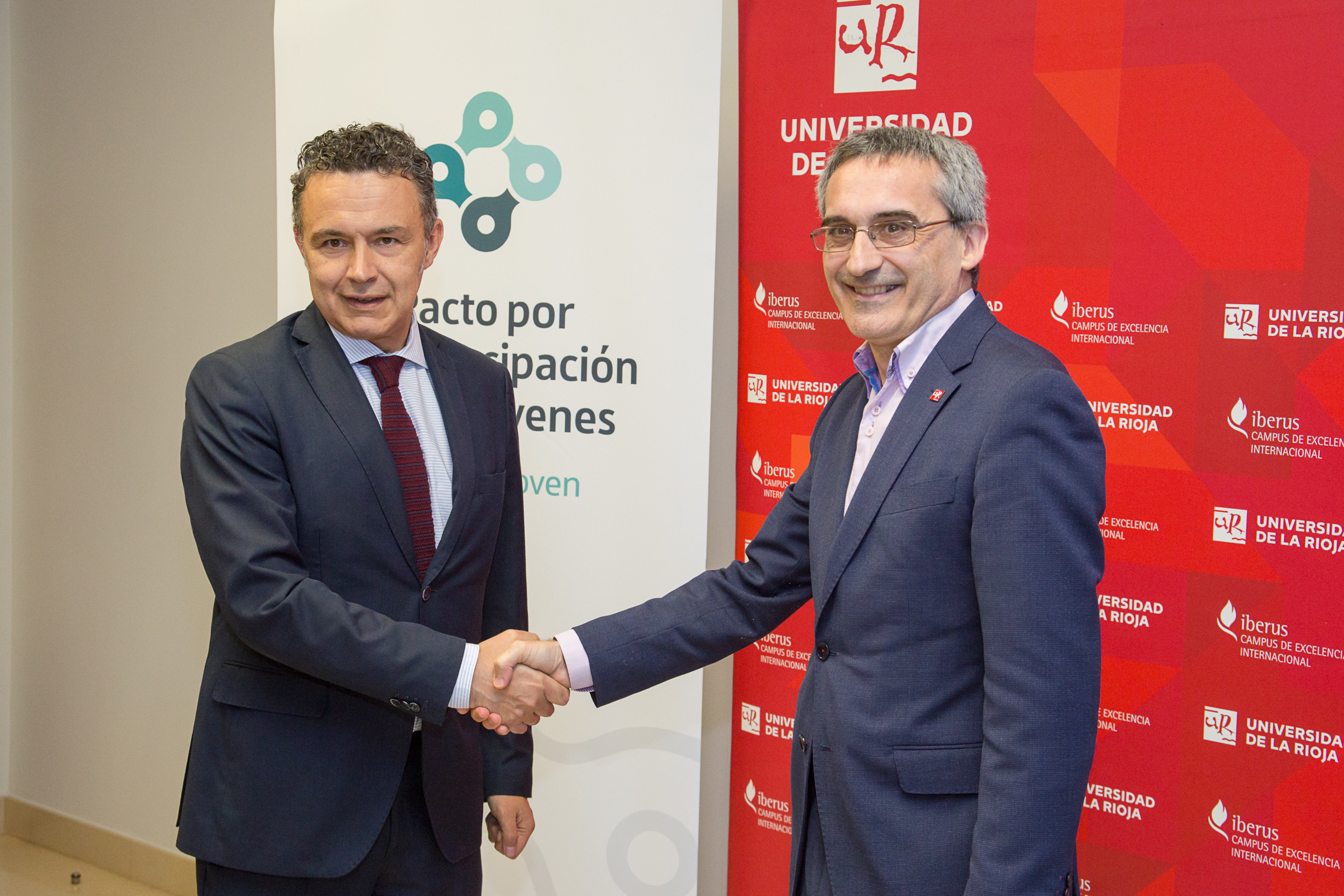
Firma del acuerdo entre el Consejero Conrado Escobar y el Rector de la Universidad de La Rioja Julio Rubio, en el marco del Pacto por la Emancipación de los Jóvenes de La Rioja (2018).

Dos años después de ser nombrado Presidente de Nuevas Generaciones de La Rioja, en las elecciones municipales de 1991 se incorpora en el Ayuntamiento de Logroño como concejal del PP. El triunfo del Partido Popular en 1995 con José Luis Bermejo al frente, catapultó al joven Conrado Escobar a responsabilidades más altas.
Después de ocupar diversos cargos orgánicos e institucionales de mayor relevancia, en el año 2003 vuelve a la política municipal, esta vez como Teniente de Alcalde y Portavoz en el Ayuntamiento de Logroño. En 2007 vuelve a abandonar la política municipal, siendo nombrado Consejero de Administraciones Públicas del Gobierno de La Rioja.
Fue elegido como candidato a la Alcaldía de Logroño para las elecciones municipales de 2019 por el Partido Popular de La Rioja, volviendo a la política municipal y logrando 22.135 votos, lo que supuso un 29,46% y 9 concejales.
Tras ganar las elecciones municipales de 2023, el 17 de junio de 2023 fue investido alcalde de Logroño por mayoría absoluta.

## Parlamento de La Rioja
En 1995 se integra en las listas a las elecciones autonómicas por el PP, liderado en aquel momento por Pedro Sanz, el PP obtendría 17 de los 33 escaños, obteniendo por primera vez el Gobierno Regional de la Comunidad Autónoma y por mayoría absoluta. Conrado Escobar fue elegido diputado regional por el Partido Popular, siendo nombrado Portavoz del Grupo Popular en el Parlamento de La Rioja, cargo que desempeñaría hasta 1999.

## Senado de España
El 28 de julio de 1999 es designado Senador autonómico por el Parlamento de La Rioja, cargo que desempeñaría hasta el 16 de julio de 2003. Durante esta etapa compaginó su actividad como senador con sus responsabilidades orgánicas en el Partido Popular de La Rioja, concretamente como Secretario General de la organización, en sustitución de José Ignacio Ceniceros.
Durante su primera etapa en el Senado de España fue miembro titular de la Diputación Permanente desde el 9 de mayo del 2000 hasta el 16 de julio del 2003; también ocupó la portavocía de la Comisión de Reglamento del 4 de octubre de 2001 al 16 de julio de 2003. También fue Viceportavoz de la Comisión General de las Comunidades Autónomas y Vocal en la Comisión de Infraestructuras.
Del 5 de julio de 2011 al 26 de septiembre de 2011 volvería al Senado por designación autonómica en sustitución de Carlos Cuevas Villoslada. En esta segunda etapa, más corta, formó parte de las Comisiones de Reglamento, Fomento y la Comisión General de Comunidades Autónomas.

## Congreso de los Diputados
De cara a las elecciones generales de España de 2011, Conrado Escobar encabezaría la lista del Partido Popular de La Rioja, tomando posesión del mismo el 29 de noviembre de 2011. Tras su incorporación en el Gobierno de La Rioja deja su acta el 10 de julio de 2015 y siendo sustituido por Carmen Duque Palacios.
Durante su etapa en el Congreso de los Diputados destacó como Portavoz de la Comisión de Interior.

## Gobierno de La Rioja

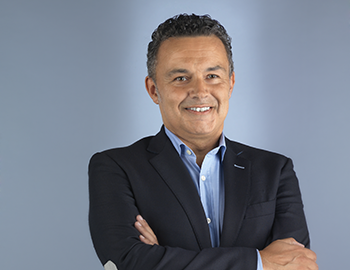
Foto oficial del Gobierno de La Rioja, de la toma de posesión de Conrado Escobar como Consejero de Políticas Sociales, Igualdad, Familia y Justicia (2015).

El 3 de julio de 2007 asume el cargo de Consejero de Administraciones Públicas y Política Local en sustitución de Alberto Bretón, ostentando dicho cargo hasta el año 2011, año en el que abandonaría dicho cargo en el Gobierno de La Rioja para encabezar la lista del PP en dicha Comunidad Autónoma al Congreso de los Diputados.
Su segunda etapa como Consejero del Gobierno Gobierno de La Rioja comienza el 10 de julio de 2015 al frente de la Consejería de Políticas Sociales, Familia, Igualdad y Justicia. Durante esta última etapa, se ha caracterizado por la aprobación del Pacto por la Emancipación de los jóvenes de La Rioja, logrando un amplio consenso entre todas las fuerzas políticas parlamentarias del Parlamento de La Rioja, Consejo de la Juventud y Universidad de La Rioja
Otra de las medidas que han marcado su agenda como Consejero de Políticas Sociales, Familia, Igualdad y Justicia, ha sido la puesta en marcha de la Renta de Ciudadanía.